# Museu de Reus
El Museu de Reus, gestionat des de la Regidoria de Cultura de l'Ajuntament de Reus, és una de les institucions museístiques més arrelades i amb un dels fons patrimonials i artístics més rellevants de Catalunya. D'ençà que el 14 d'abril de 1934 es va inaugurar el primer Museu Municipal Prim-Rull a la Casa Rull, i gràcies a l'empenta d'una figura clau, el metge i prehistoriador Salvador Vilaseca Anguera (Reus, 1896-1975), el Museu disposa d'importants col·leccions que repassen la història de la ciutat i el seu entorn. Quan es va inaugurar era un museu bàsicament d'història local i amb elements de caràcter general. Les seves col·leccions estaven relacionades amb l'evolució econòmica i política de la ciutat i amb els seus personatges més importants, però va anar evolucionant. Va deixar de ser un museu d'àmbit local i va incorporar temàtiques d'àmbit comarcal, i sobre la guerra civil. La donació de la col·lecció arqueològica de Salvador Vilaseca va fer créixer la col·lecció en qualitat. El Museu de Reus mostra actualment l'evolució econòmica, històrica, cultural, artística, social i política de la ciutat i de la comarca.

## Seus
Actualment, el Museu de Reus disposa de set equipaments oberts al públic:
- Museu Salvador Vilaseca, al raval de Santa Anna, 59. Antic edifici del Banc d'Espanya.
- Museu d'Art i Història de Reus, a la plaça de la Llibertat, 13.
- Centre de la Imatge Mas d'Iglésies a la plaça de Ramon Amigó, 1.[1]
- Bòbila del Sugranyes, a la vora de la carretera de Tarragona.
- Refugi antiaeri de la Patacada, a la plaça de la Patacada.
- Centre Cultural Castell del Cambrer, al Castell del Cambrer, a la plaça del Castell.
- Centre d'Art cal Massó, al carrer de Pròsper de Bofarull, núm. 7.

## Fons
Al fons arqueològic s'hi poden trobar peces des de la prehistòria, la protohistòria, l'època romana, el període medieval i l'edat moderna. Els fons d'història permet conèixer la ciutat des de la seva fundació a la baixa edat mitjana fins al segle xx. Entre aquestes col·leccions destaquen els testimonis d'oficis i d'etnologia. En aquest apartat sobresurten també llegats relacionats amb els fills il·lustres de la ciutat, com ara el pintor Marià Fortuny, el general Joan prim o l'arquitecte Antoni Gaudí.
Pel que fa a l'art, el Museu preserva importants obres des d'èpoques medievals (amb una important col·lecció de pintures gòtiques) fins als fons d'art contemporani vinculats al moviment artístic local dels anys 1980. El fons d'art del Museu destaca també perquè disposa d'un bon nombre d'obres de diferents artistes locals del segle xix de renom internacional: Marià Fortuny i Josep Tapiró són els dos autors que destaquen en aquest fons, als quals acompanyen creadors com Baldomer Galofre, Josep Llovera i Hortensi Güell. També disposa de tres dels últims olis del cubista Maties Palau Ferré.
L'equipament del Mas d'Iglésies conserva fons de fotografia i d'imatge en moviment. Aquest fons és hereu de la tasca de recuperació i recerca de l'Agrupació Fotogràfica de Reus (pel que fa a fotografia) i de la Unitat de Cinema de la Universitat Rovira i Virgili (pel que fa a cinema).

## Directors
- Salvador Vilaseca: 1934-1975
- Lluïsa Vilaseca Borràs: 1975-1984[4]